# Барятинский, Александр Владимирович (1870)
Князь Алекса́ндр Влади́мирович Баря́тинский (22 мая 1870 — 8 марта 1910) — штабс-ротмистр; известный в своё время бонвиван, прославившийся своим романом с красавицей Линой Кавальери.

## Биография
Старший сын генерала от инфантерии князя Владимира Анатольевича Барятинского (1843—1914) от брака его с графиней Надеждой Александровной Стенбок-Фермор (1847—1920). По отцу — внук генерал-лейтенанта князя Анатолия Барятинского (1821—1881) и двоюродный внук наместника Кавказа генерал-фельдмаршала князя Александра Барятинского (1815—1879). По матери — потомок купца-миллионера С. Я. Яковлева. 
Родился в Петербурге, крещен 14 июня 1870 года в Царскосельском придворном соборе при восприемстве наследника цесаревича великого князя Александра Александровича и бабушки графини Н. А. Стенбок-Фермор. Получил домашнее воспитание, которое окончил в Пажеском корпусе. С октября 1889 года камер-паж. Вместе с братом Анатолием стремился служить в конной гвардии, но по желанию императора Александра III был зачислен в драгунский Нижегородский полк. Штабс-ротмистр, состоял адъютантом герцога Евгения Лейхтенбергского. 14 мая 1896 года был награждён орденом св. Станислава 3 степени. В 1901 году по семейным обстоятельствам вышел в отставку.

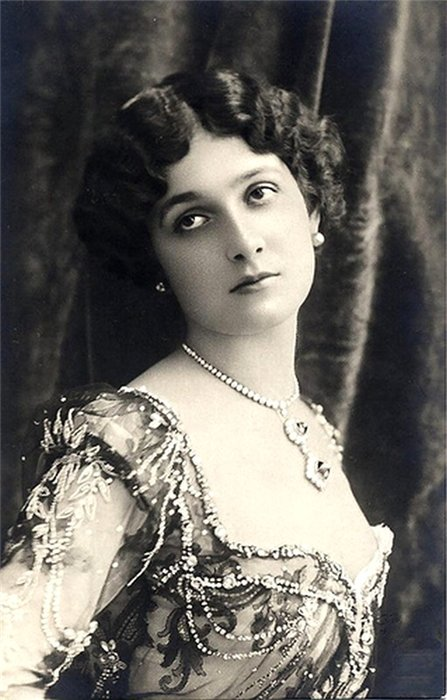
Лина Кавальери

Князь Барятинский был одним из богатейших людей России, что позволяло ему вести роскошную и иногда бездумную жизнь. С 1897 года он состоял в открытой связи с прославленной красавицей Линой Кавальери и тратил на неё огромные средства. Его увлечение Кавальери было столь серьезным, что он просил у императора Николая II дать ему разрешение на женитьбу на ней.
Родители Барятинского сделали всё, чтобы этого не произошло. Летом 1896 года они уже пережили очень крупную семейную неприятность, их младший сын Владимир тайно женился на актрисе Лидии Яворской. Подобный брак наследника всего майората князей Барятинских дискредитировал бы всю семью. Александр Барятинский подчинился воле родителей и императора.

5 октября 1901 года в Биаррице он женился на «изумительно красивой» светлейшей княжне Екатерине Александровне Юрьевской (1878—1959), дочери императора Александра II от морганатического брака его с княжной Долгоруковой. После свадьбы жил, в основном, за границей, где был хорошо известен в высшем обществе и вел богатую событиями жизнь. По словам современника,
Барятинский был очаровательным человеком, у всех вызывал симпатию и был притягательной личностью. И хотя критики могли обвинить его в экстравагантности, он тем не менее был очень важной персоной. Единственное, чего ему не хватало, так это удачи Рокфеллера. Деньги, казалось, утекали сквозь его пальцы как вода, и он всегда говорил: «На сегодня хватит». И все же приятные манеры и глубокий ум компенсировали его непрактичность.

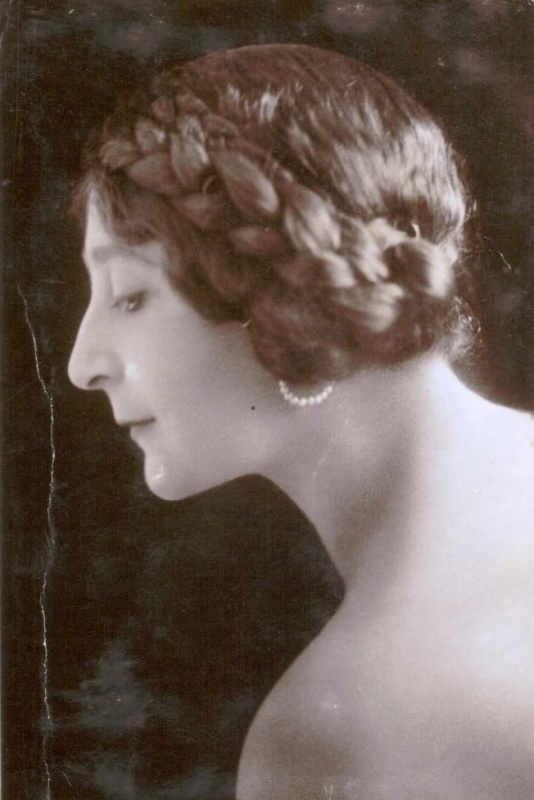
Е. А. Юрьевская

Зиму 1910 года Барятинский проводил во Флоренции, где снимал виллу. Там с ним случился первый апоплексический удар, после которого он начал выздоравливать. Через несколько месяцев, играя в бридж с друзьями, он неожиданно упал со стула на пол и через несколько дней, не приходя в сознание, скончался от острого менингита. Был похоронен на местном кладбище во Флоренции. Оставил после себя двух сыновей:
- Андрей Александрович (1902—1944), родился в Париже, после смерти отца и деда унаследовал одно из богатейших состояний в России, после революции эмигрировал, зарабатывал на жизнь физическим трудом. Скончался в Ливии. С 1925 года женат на Marie Paule Jedlinski (1906—1971), их дочь Елена (1927—1988), была трижды замужем.
- Александр Александрович (11.03.1905[7]—1992), родился в Париже, крестник великого князя Михаила Николаевича и княгини А. Н. Барятинской, был дважды женат, но потомства не оставил. Умер в городе Грантс-Пасс в штате Орегон.